# 安岐インターチェンジ
安岐インターチェンジ（あきインターチェンジ）は、大分県国東市安岐町大字大添にある大分空港道路のインターチェンジである。
インターチェンジ周辺は農村であり、これといった施設はない。国東市役所安岐支所のある西安岐地区方面に近い。商業施設の多い塩屋地区や大分空港方面は有料関連区間（無料）を経由して国道213号安岐交点を利用するのが便利である。

## 歴史
- 1991年（平成3年）11月25日 : 国道213号日出交点 - 国道213号安岐交点間開通にともない供用開始

## 接続する道路

### 直接接続
- 大分県道404号糸原杵築線

### 間接接続
- 大分県道34号豊後高田安岐線

## 周辺
- 国東市役所安岐支所

## 特記事項
- 大分空港方面の出口標識には本来「安岐IC」と記載されるはずが「豊後高田」と名称が差し替えられている（安岐と言う表示のため、大分空港へ向かう車が間違ってここで降りる事態が多発したため意図的に表示が変えられている。逆の日出・東九州自動車道方面は「安岐」のままである）。
- 杵築IC方面は杵築ICの料金所で通行料金の徴収を行うため安岐ICに料金所はない。
- 国道213号安岐交点方面は有料道路関連区間であり、無料で通行できる。

## 隣
E97 大分空港道路
(3) 杵築IC - (4) 安岐IC - 国道213号安岐交点